# Lama (vechtkunst)
Lama is een Tibetaanse vechtkunst waarbij er sprake is van stoten zoals in het boksen, trappen zoals bij karate en taekwondo en grondwerk zoals in worstelen en judo. Lama heeft grote overeenkomsten met lama pai, de Tibetan Crane (Tibetaanse witte kraanvogel) en hop gar die alle drie hun herkomst vinden in de Lion's Roar (leeuwengebrul) en het onderricht van de 19e-eeuwse monnik Sing Lung.
Tibetaanse witte kraanvogelDeze naam is verbonden met de lijn die doorgegeven is vanaf Wong Lam-Hoi naar Ng Siu-Chung, later aangevuld door Chu Chi-Yiu, een van de studenten van Sing Lung.
Lama paiDeze naam komt voort van de lijn Wong Yan-Lam naar Jyu Chyuhn en Choi Yit-Gung
Hop GarDeze naam komt eveneens voort uit de lijn van Wong Yan-Lam via enkele van zijn vroegere studenten, vooral Wong Hon-Wing.
De oorspronkelijke Lion's Roar wordt toegeschreven aan de monnik Ādátuó (阿達陀), van wie wordt gezegd dat hij geboren is in 1426 in een stam die bekend was om zijn paardrijkunst.